# انسحاب الأفيونات
انسحاب الأفيونات حالة سريريه من الأعراض التي تحدث نتيجة انسحاب المواد الأفيونية بشكل مفاجئ أو انخفاض كميتها عما هو معتاد خاصةً في حال استخدامها بكميات كبيرة ولمدة طويلة من الزمن. قد تشمل علامات الانسحاب وأعراضه الرغبة الشديدة في تعاطي المادة الافيونيه والقلق والغثيان والتقيؤ والإسهال والتعرق وزيادة معدل ضربات القلب. يؤدي استخدام المواد الأفيونية إلى تكيف سريع في مسارات الإشارات الخلوية معها، ولهذا يؤدي الانسحاب السريع إلى تأثيرات فسيولوجية ضارة. تؤدي جميع المواد الأفيونية -سواء كانت عقاقير ترفيهية أو أدوية- إلى أعراض انسحابية عند إيقافها أو تقليل الكمية المتناولة منها. يستخدم مصطلح اضطراب تعاطي المواد الأفيونية، عندما تنجم أعراض الانسحاب عن استخدام المواد الأفيونية الترفيهية، بينما يستخدم مصطلح اضطراب استعمال العقاقير الأفيونية عندما تكون تلك العقاقير موصوفة لغرض طبي. تلجأ بعض البرامج المصممة للتعامل مع الأعراض الانسحابية إلى استخدام البدائل الأفيونية، ويمكن استخدام اللوفيكسيدين والكلونيدين لتخفيف بعض الأعراض.

## العلامات والأعراض
يؤدي انسحاب أي مادة أفيونية إلى ظهور نفس العلامات والأعراض. ومع ذلك، تعتمد شدة الانسحاب ومدته على نوع المادة الأفيونية المأخوذة.
يستغرق بدء الأعراض الانسحابية بعد إيقاف المواد المتناولة أو تقليل كميتها عدة دقائق حتى عدة أيام. تشمل الأعراض: القلق الشديد والغثيان أو التقيؤ وآلام العضلات وسيلان الأنف والعطاس والإسهال والحمى. قد يعاني الذكور أيضًا من القذف التلقائي أثناء الاستيقاظ والتعرق.

## الفيسيولوجيا المرضية
قد يؤدي الاستخدام المتكرر للمواد الأفيونية إلى التعود والاعتماد الجسدي والنفسي بسرعة كبيرة. يعزى ذلك إلى انخفاض حساسية المستقبلات الأفيونية؛ إذ يؤدي التحفيز طويل الأمد للمستقبلات إلى انخفاض حساسيتها -أو في هذه الحالة قدرتها على الإدخال الخلوي. يسبب التعود انخفاض الحساسية للمواد الأفيونية، وهذا سيضعف فعالية الجزيئات الأفيونية الذاتية التي تفرزها أجسامنا لتؤثر على مناطق متعددة من الدماغ. تسبب المواد الأفيونية انخفاض أحادي فوسفات الأدينوزين الحلقي جزئيًا. تتكيف الخلايا التي تحوي مستويات منخفضة من أحادي فوسفات الأدينوزين الحلقي مع الأمر عبر زيادة إنتاجه. يؤدي الانسحاب المفاجئ مع انخفاض الحساسية للإشارات المثبطة من أنظمة الأفيونات ذاتية المنشأ إلى ارتفاع مستويات أحادي فوسفات الأدينوزين الحلقي بشكل غير طبيعي، وهذا قد يكون مسؤول عن السلوكيات المشاهدة في انسحاب المواد الأفيونية. كذلك الأمر، تحدث الأعراض الهضمية –كالإسهال- بآلية مشابهة تؤثر على حركية الأمعاء.
تختلف شدة ومدة أعراض الانسحاب باختلاف القابلية للذوبان في الدسم وطريقة التحلل بين المسكنات الأفيونية.
ترتبط مدة أعراض انسحاب المواد الأفيونية بالتأثيرات التالية:
- يرتبط تعاطي كميات كبيرة لمدة طويلة (> 6 أشهر) بأعراض انسحاب أشد.
- تؤدي المواد الأفيونية قصيرة المفعول أو بطيئة التحرر إلى ظهور أعراض الانسحاب بشكل أسرع ولكنها تستمر لمدة أقصر.
- تؤدي المواد الأفيونية طويلة المفعول إلى ظهور أعراض الانسحاب بشكل أبطأ ولكنها تستمر لفترة أطول.

## التشخيص
يتطلب تشخيص انسحاب المواد الأفيونية قصة استخدام حديث للمواد الأفيونية مع وجود أعراض متوافقة مع الاضطراب. يمكن تقييم شدة الأعراض من خلال مقاييس انسحاب مجازة من الهيئات الدولية كمقياس انسحاب الأفيون السريري مثلًا.

## العلاج والتدبير

تسمح لصاقات البوبرينورفين بإيصال المادة الأفيونية عبر الأدمة مع تقديمها تأثيرات طويلة المفعول.

يعتمد علاج انسحاب المواد الأفيونية على السمات التشخيصية الأساسية. يعالج الشخص الذي يعاني من انسحاب حاد للمواد الأفيونية دون اضطراب تعاطي المواد الأفيونية عن طريق التقليل التدريجي لجرعة المواد الأفيونية مع استخدام أدوية مخففة للأعراض.

### الانسحاب الحاد

#### ناهضات ألفا 2 الأدرينالية
يشكل ارتفاع إطراح النورأدرينالين من الموضع الأزرق في الدماغ السمة الرئيسية لانسحاب المواد الأفيونية من الجسم. ولهذا السبب، تستخدم ناهضات ألفا 2 الأدرينالية للسيطرة على أعراض الانسحاب الحاد. يستخدم اللوفيكسيدين والكلونيدين لهذا الغرض أيضًا، وكلاهما يعتبران فعالين بنفس القدر مع امتلاك الكلونيدين آثار جانبية أكثر من اللوفيكسيدين.

### الانسحاب في اضطراب تعاطي المواد الأفيونية
يعتمد تدبير الانسحاب في اضطراب تعاطي المواد الأفيونية على معالجة الأعراض مع تخفيض الأدوية التي تحل محل المواد الأفيونية النموذجية كالبوبرينورفين والميثادون. يعتمد تدبير المتلازمة على التخفيض التدريجي لتركيز الأدوية في الدم إلى ما يقارب الصفر لمعاكسة تكيف الجسم الفسيولوجي مع هذه المواد. يسمح هذا الأمر للجسم بالتكيف مع انخفاض مستويات تلك المواد بالتدريج للتخفيف من أعراض الانسحاب. تعتمد الإستراتيجية الأكثر استخدامًا على إعطاء الأدوية الأفيونية طويلة المفعول لمستخدمي المواد الأفيونية مع تقليل الجرعات ببطء. يستخدم الميثادون والبوبرينورفين عادةً في علاج متلازمة انسحاب المواد الأفيونية.

### علاجات خطيرة أو غير فعالة
قد يلجأ البعض إلى استخدام البدائل الأفيونية بسبب انخفاض تكلفتها دون وجود أدلة داعمة كافية. يدعي بعض متعاطي المخدرات أن الجرعات العالية من اللوبراميد تخفف من متلازمة انسحاب المواد الأفيونية. ترتبط الجرعات المذكورة في الأدبيات بارتفاع خطر أذية القلب.

## انسحاب المواد الأفيونية الوليدي
يتعرض آلاف الأطفال حديثي الولادة سنويًا للمواد الأفيونية خلال فترة النماء السابق للولادة. أصبح استخدام الأمهات للمواد الأفيونية موجود بأعداد كبير. يسبب استخدام المواد الأفيونية أثناء الحمل اعتماد الوليد على تلك المواد، ولهذا سيعاني بعد ولادته من علامات انسحاب سريرية. يطلق على تلك العلامات متلازمة انسحاب المواد الأفيونية الوليدية أو متلازمة الانسحاب الوليدي. تؤثر هذه المتلازمة على كل من الجهاز العصبي المركزي والجهاز العصبي الذاتي.
تتضمن العلامات الشائعة المرتبطة بالجهاز العصبي المركزي: البكاء الشديد وقلة النوم والرعاش والنوبات الصرعية واضطراب عمل الجهاز الهضمي والتقيؤ. بينما تتضمن العلامات الشائعة المرتبطة بالجهاز العصبي الذاتي: التعرق وارتفاع الحرارة والتثاؤب والعطاس وارتفاع معدل التنفس واحتقان الأنف.